# Nausinoe pueritia
Nausinoe pueritia is een vlinder uit de familie van de grasmotten (Crambidae). De wetenschappelijke naam van de soort is voor het eerst geldig gepubliceerd in 1780 door Pieter Cramer in zijn werk Uitlandsche Kapellen. Cramer noemde de soort, die men kon vinden aan de kust van Coromandel, Phalaena pueritia. Frederic Moore duidde deze soort later aan als de typesoort van het geslacht Nausinoe Hübner.